# ティアレット県
ティアレット県(アラビア語 : ولاية تيارت ベルベル語 : Tahert)は、アルジェリアにある県（ウィラヤ）の一つである。県名と同名の都市、ティアレットが県都である。人口は約810,000人、面積は19,556 km2となっている。